# Termas de Diocleciano
Las Termas de Diocleciano (en latín, Thermae Diocletiani) fueron los más destacados baños termales de la Antigua Roma, con capacidad para más de 3000 personas.

## Historia
En el año 298 d. C. se encargaron los trabajos para un gran balneario, promovidas por el emperador Diocleciano.
Las termas datan del año 305 d. C., y fueron completadas durante el mandato de varios emperadores. Las Termas de Diocleciano continuaron siendo utilizadas hasta que los godos interrumpieron el flujo de agua de los acueductos que las surtían en el año 537.
Diocleciano fue acusado de la muerte de miles de cristianos condenados a trabajos forzados en la construcción de las termas. Al término de las obras, en el año 305, abdicó. En el 1561, el papa Pío IV mandaría construir a Miguel Ángel una iglesia en memoria de esos mártires en el propio espacio de las termas: la Iglesia de Santa María de los Ángeles y de los Mártires.
En noviembre de 2008, el aula X de las termas se abrió de nuevo al público tras 30 años de trabajos de restauración.

## Características
La estructura de las termas era similar a las Termas de Caracalla, construidas un siglo antes, y con casi la mitad de capacidad que las de Diocleciano. 
Se construyeron con ladrillo, revestido de mármol en el interior, y de estuco en el exterior, destacando la riqueza de los mosaicos del pavimento. Parte de las termas se ha conservado gracias a que varias de sus partes fueron reutilizadas como base para iglesias y otras construcciones: en el complejo de las termas actualmente se encuentran la Basílica de Santa Maria degli Angeli e dei Martiri (en el tepidarium), la Iglesia de San Bernardo alle Terme (en una de las dos salas circulares), y parte del Museo Nacional Romano; pero la mayoría de las 13 hectáreas que ocupaba el complejo ha desaparecido. 
Las termas estaban orientadas hacia el sudoeste para que la energía solar calentase el caldarium sin afectar al frigidarium. Dada la gran extensión que ocupaban, en las calles circundantes actuales se pueden observar todavía restos de las termas.

## Galería

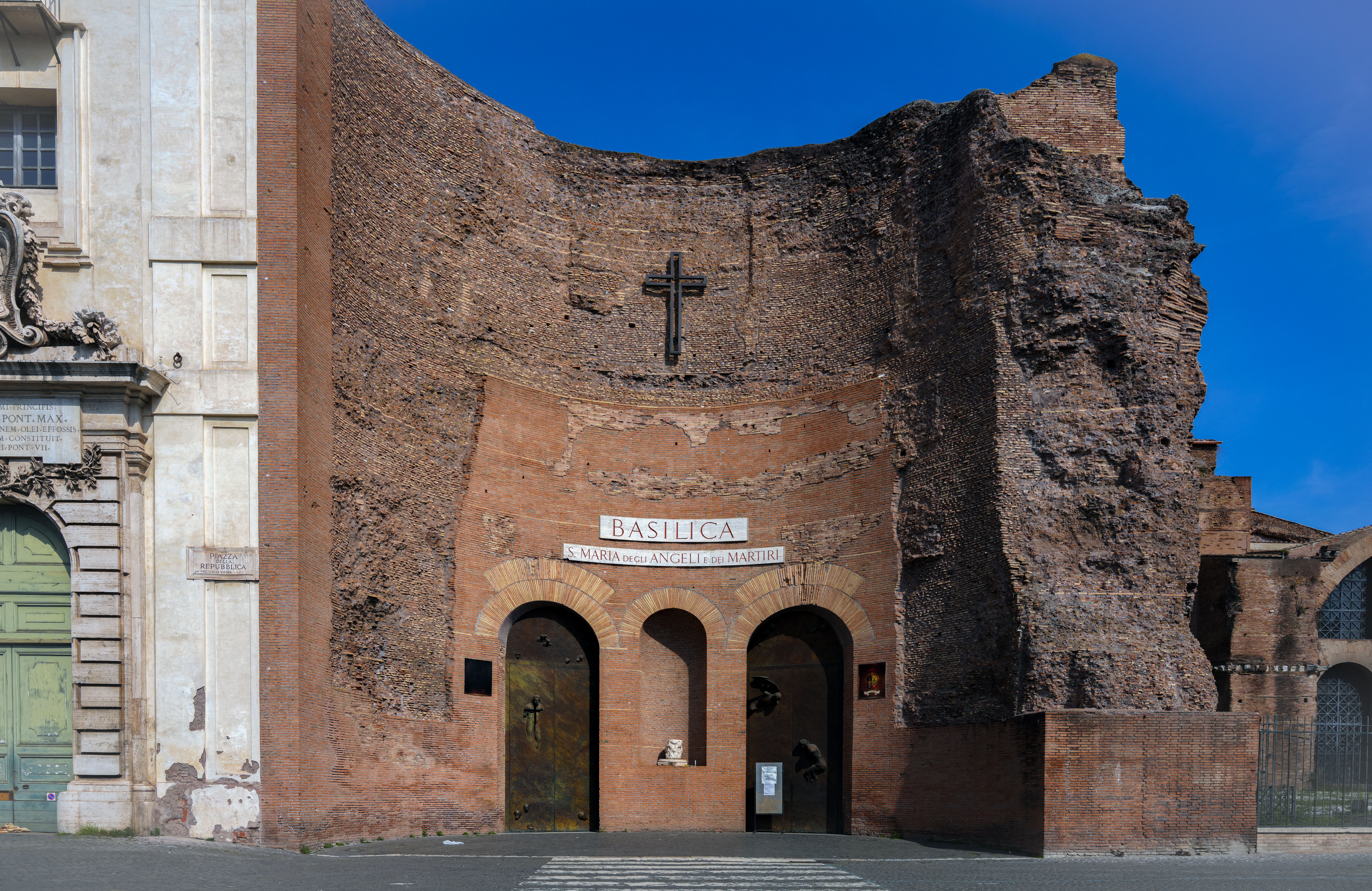
Basílica de Santa Maria degli Angeli e dei Martiri, construida en el tepidarium de las termas.
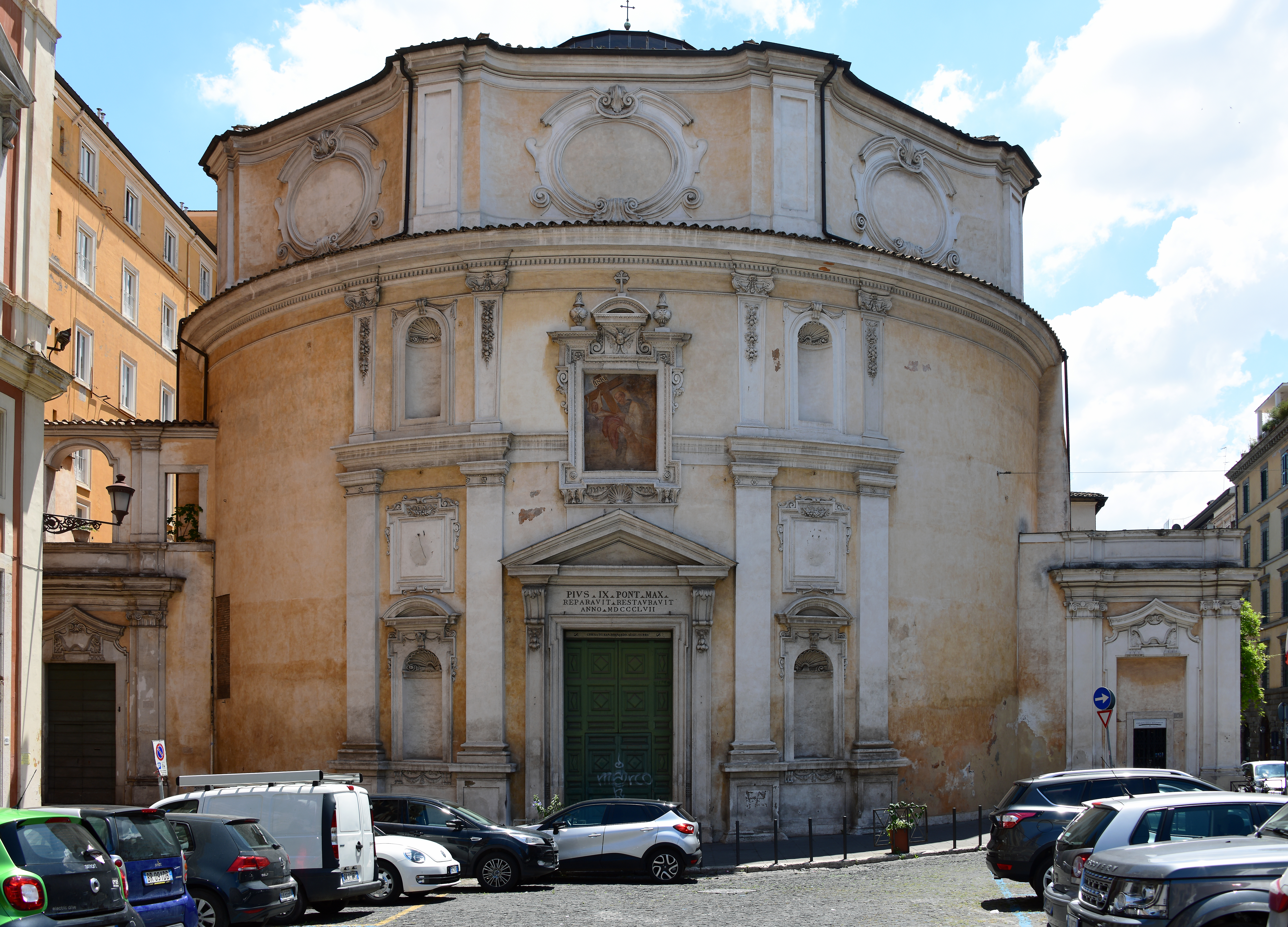
La iglesia de San Bernardo alle Terme fue construida dentro de una de las dos salas circulares de las termas.
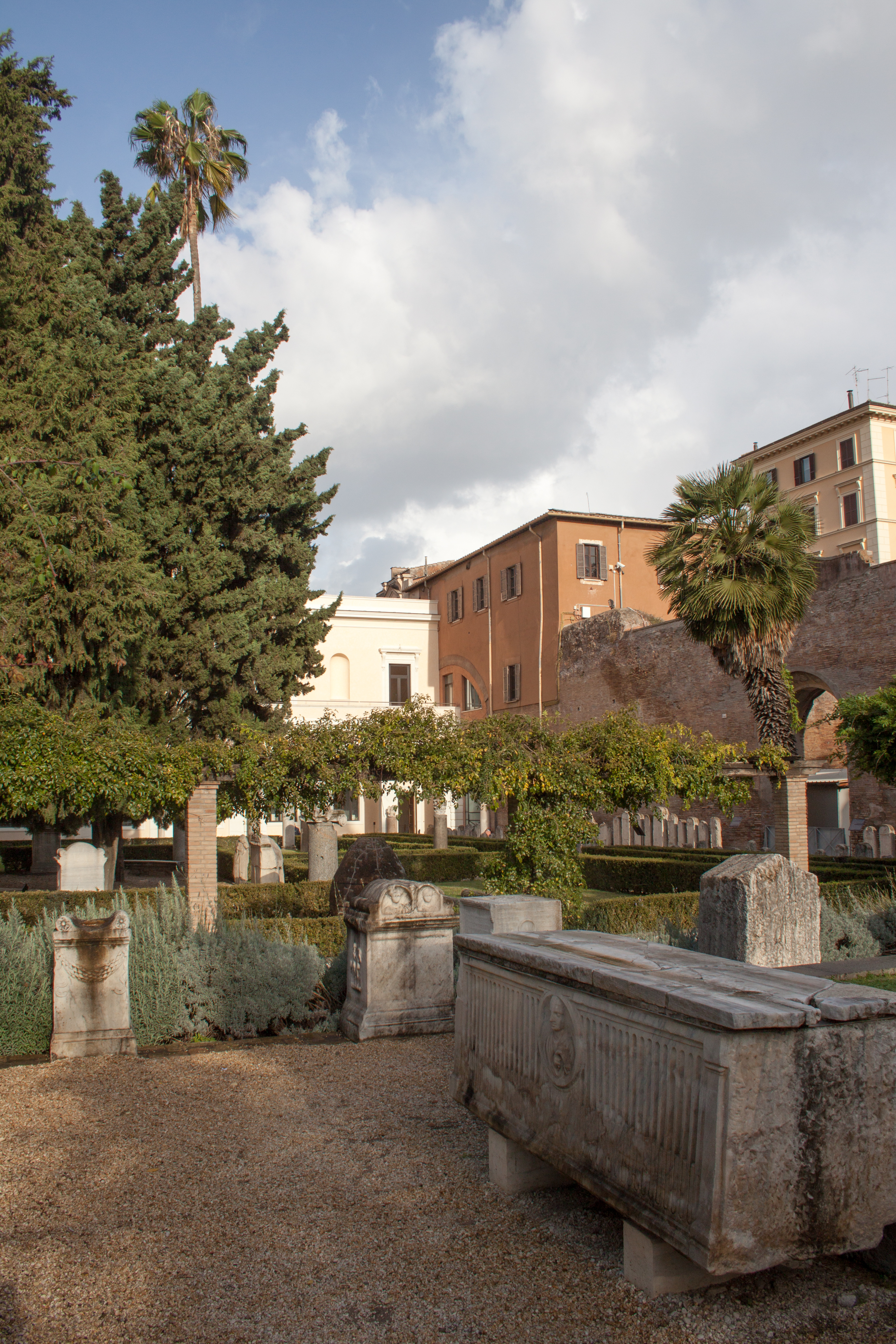
Vista del jardín del museo
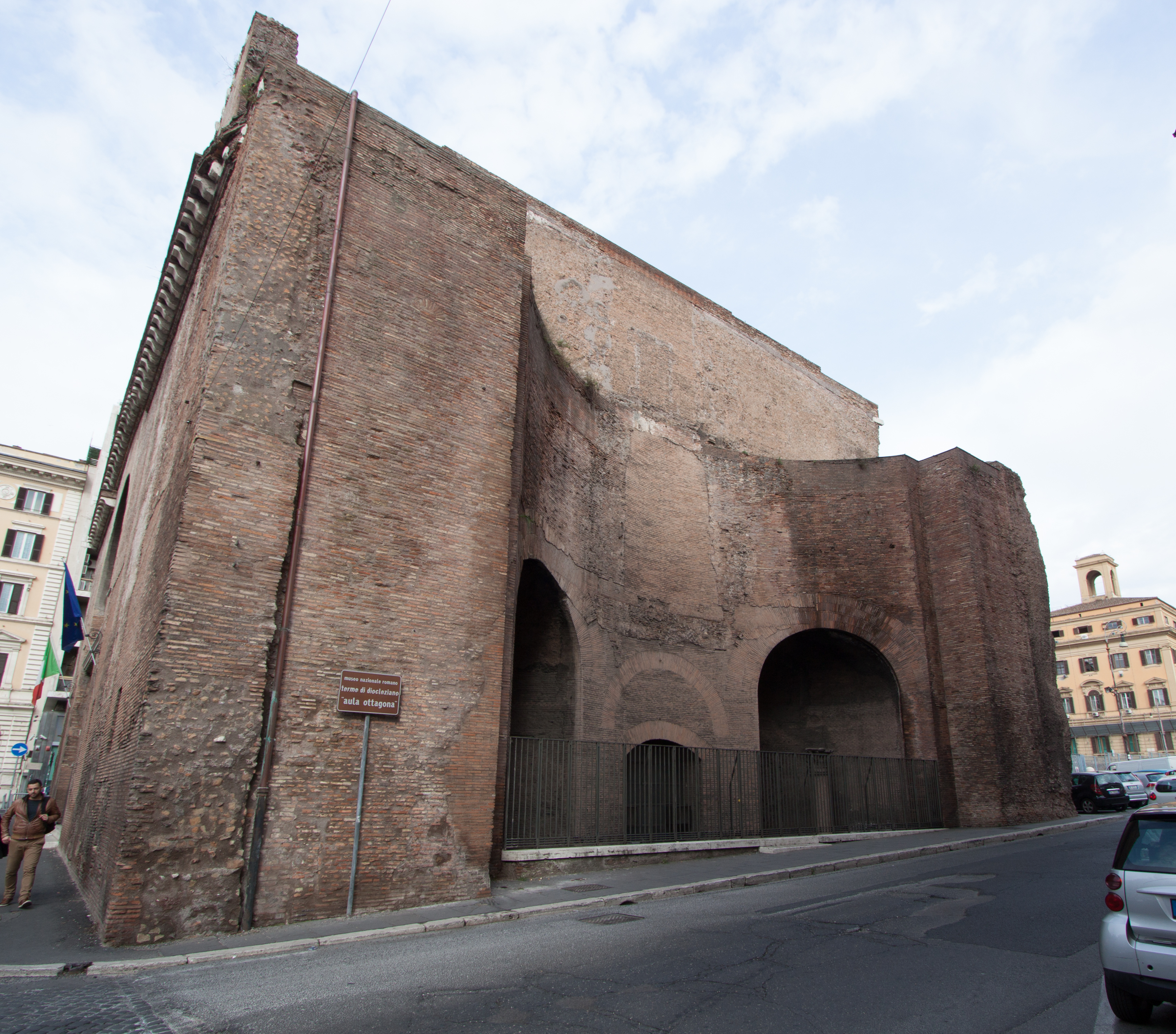
Vista de un aula de las termas
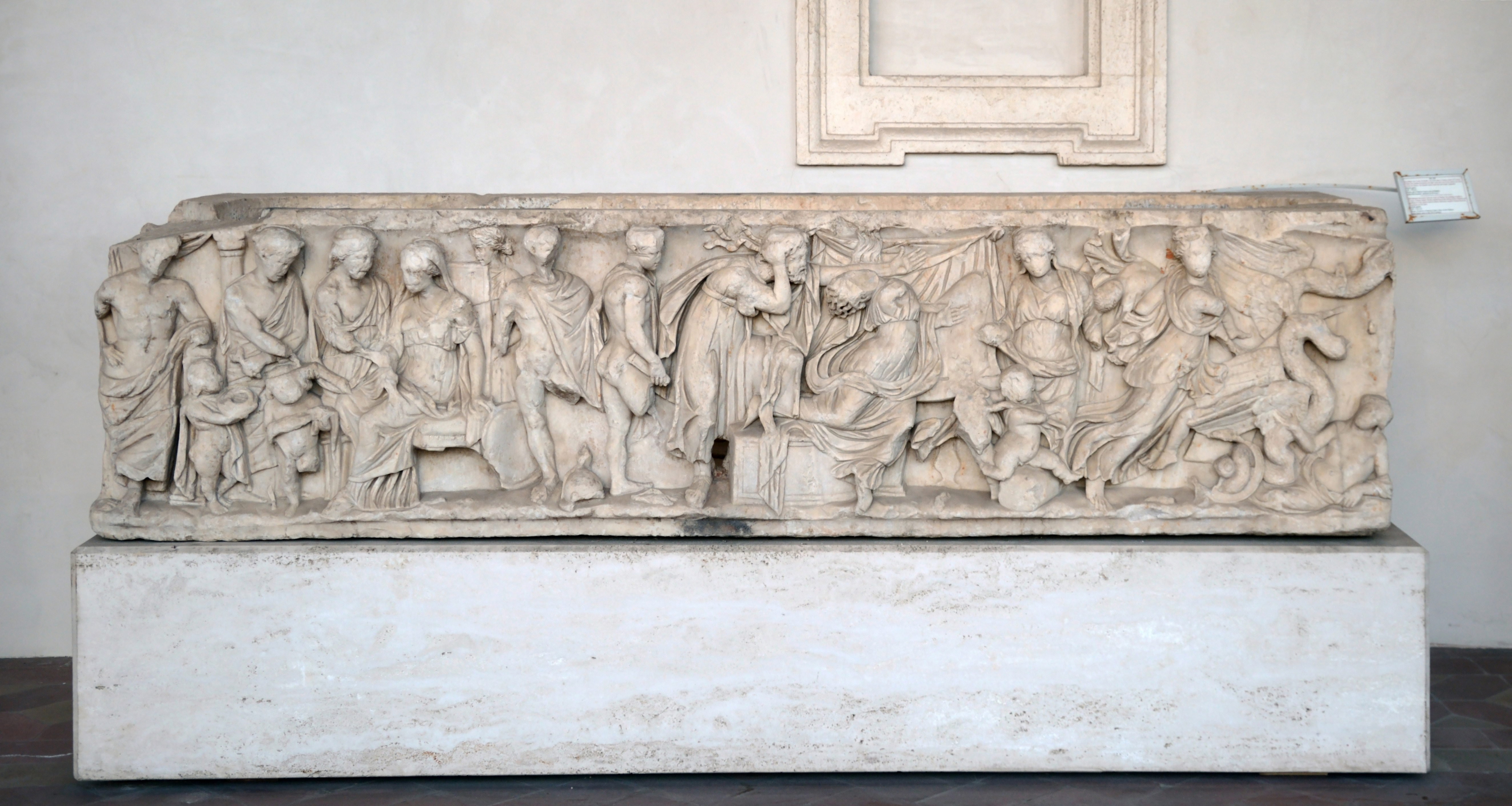
Sarcófago en el museo de las termas